# Loren Rowney
Loren Rowney (Johannesburgo, Sudáfrica, 14 de octubre de 1988) fue una ciclista profesional australiana nacida en Sudáfrica. Desde 2007 destacó en el calendario amateur australiano hasta que llamó la atención del equipo profesional germano-estadounidense del Team Specialized-Lululemon y debutó como profesional en ese equipo en 2012. Desde su debut como profesional ha logrado victorias en todas las temporadas e incluso ha sido convocada por la Selección de Australia para los Mundiales en Ruta de 2014 y 2015.
En 2016 fichó por el equipo profesional de su país, el Orica-AIS, después de que su equipo previo, Velocio–SRAM, se disolviera. Tras cinco años como profesional, Rowney anunció su retirada de la competición en enero de 2017, después de haber luchado el año anterior com problemas de salud mental.

## Palmarés
2012
- 1 etapa del Tour de Nueva Zelanda Femenino
- 1 etapa de La Route de France

2013
- 1 etapa de la Gracia-Orlová
- 1 etapa del Tour de Languedoc Roussillon

2014
- 1 etapa del Tour Cycliste Féminin International de l'Ardèche

2015
- 1 etapa de La Route de France
- 1 etapa del Trophée d'Or Féminin

2016
- 1 etapa del Tour de Feminin - O cenu Českého Švýcarska

## Resultados en Grandes Vueltas y Campeonatos del Mundo
Durante su carrera deportiva ha conseguido los siguientes puestos en las Grandes Vueltas femeninas y en los Campeonatos del Mundo en carretera:
| Carrera         | 2012 | 2013 | 2014 | 2015 | 2016 |
| --------------- | ---- | ---- | ---- | ---- | ---- |
| Giro de Italia  | -    | 61.ª | -    | 89.ª | -    |
| Tour de l'Aude  | X    | X    | X    | X    | X    |
| Grande Boucle   | X    | X    | X    | X    | X    |
| Mundial en Ruta | -    | -    | Ab.  | 50.ª | Ab.  |

-: no participa

Ab.: abandono

X: ediciones no celebradas

## Equipos
- Specialized/Velocio (2012-2015)
  - Team Specialized-Lululemon (2012)
  - Specialized-Lululemon (2013-2014)
  - Velocio-SRAM (2015)
- Orica-AIS (2016-01.2017)